# TRS 6
0 TRS 6 (Tetrahedron Research Satellite 6), também denominado de ERS 13, foi um satélite artificial estadunidense lançado em 17 de julho de 1964 por meio de um foguete Atlas-Agena D a partir da Cabo Canaveral.

## Características
O TRS 6 foi o sexto membro de sucesso da família de satélites ERS (Environmental Research Satellites), pequenos satélites lançados como carga secundaria junto satélites mais grandes para fazer teste tecnológicos e estudos do ambiento espacial. O TRS 6 foi lançado junto com os satélites Vela 3 e Vela 4. Levava a bordo um contador de centeleo e um detector de estado sólido para a detecção dos eléctrons e prótons do cinturão de radiação. O satélite transmitia dados na frequência de 136 MHz, mas devido à baixa potência do transmissor (só 100 mW não obtiveram dados a uma distância de mais de 6 raios terrestres (cerca de 40.000 km). reentrou na atmosfera em 1 de janeiro de 1966.